# گوستاف یانسن
گوستاف یانسن (انگلیسی: Gustaf Jansson؛ ۵ ژانویه ۱۹۲۲ – ۱۱ آوریل ۲۰۱۲ (aged 90)) ورزشکار دو و میدانی اهل سوئد بود.
وی در مسابقات کشوری و بین‌المللی در مجموع برندهٔ ۱ مدال برنز شده‌است.